# Адела Бер Вукић
Адела Бер Јелена Вукић (Тузла, 1888 — Сарајево, 28. октобар 1966) је била прва школована сликарка и графичарка у Босни и Херцеговини.

## Биографија
Рођена 1888. године у Тузли. Њен отац Фрањо Бер био је државни чиновник, који је у Босну дошао из Судета (Чешка) око 1880. године. Након вјенчања са Ливањком Агнезом Вујановић и периода честог сељења, породица се скрасила у Сарајеву, гдје је Адела Бер завршила Вишу дјевојачку школу. Удовољавајући очевим жељама, који је сматрао да умјетнички позив не може осигурати пристојан грађански живот, уписала је учитељску школу у Сарајеву. Међутим, љубав према умјетности и родитељска попустивљовост омогућили су да се након годину дана (1908) ова млада дјевојка нађе у Бечу, најприје у приватној сликарској школи код професора Роберта Шефера (Robert Scheffer), а затим од 1910. до 1914. године на Умјетничкој школи за жене (Kunstschule für Frauen und Mädchen). Тих студентских година у Бечу, препуштјући се новим идејама и савременијим утицајима, дружећи се са Максом Ернстом и Оскаром Кокошком, одбацује правила академског сликарства, усвајајући слободнију умјетничку концепцију, која се приближавала идејама планериста и импресиониста. Године проведене у Бечу за Аделу Бер биле су и године велике материјалне оскудице, коју је покушавала савладати давањем инструкција и писањем молби за стипендије, по угледу на своје мушке сународњаке. Међутим била је одбијана само зато што је жена. Након завршених студија 1914. године враћа се у Сарајево са намјером да отвори приватну сликарску школу. Веома мали број људи се пријавио. Али су сарајевски атентат и почетак Првог свјетског рата пореметили њене планове. Њена школа сликања требала се налазити свега неколико улица даље од мјеста гдје је извршен атентат.
Након удаје Аделе Бер (1919. или 1920) уз ново презиме Вукић помиње и додаје и име Јелена, што свакако указује на то да је удајом, промијенила и вјеру. У годинама послије Првог свјетског рата, уз много потешкоћа, 1919. године успјела је приредити самосталну изложбу у Сарајеву, а након тога и у Загребу. Између два рата пред публиком се самостално појавила само неколико пута, а послије Другог свјетског рата самосталне изложбе су јој приређене тек након смрти.
Била је прва сликарка чији се комплетан сликарски опус везује за Босну. Први сачувани радови датирају из 1910. године, када је имала 22 године. Теме њених радова углавном су портрети, мртве природе или пејзажи, покаткад суморни, невесели, у литератури окарактерисани као интимне исповијести, свијет жена са периферије, њихови домови, голишава дјеца, тихи вечерњи разговори на прагу испред куће. Свој каснији сликарски стил формирала је сликајући заједно са колегама сликарима окупљеним око "Блажујске колоније", чији радови у то вријеме показују снажан утицај Сезана.Иако је била један од утемељивача Удружења умјетника Краљевине СХС и каснијег Удружења умјетника "Цвијета Зузорић" у Сарајеву, годинама након Другог свјетског рата је подносила молбе за пријем у Удружење сликара Босне и Херцеговине, али јој се то никада није остварило. Никада није имала свој атеље.
Адела Бер је била и прва графичарка у Босни, а њен графички рад је трајао готово пет деценија. Позната је по дрворезима којима је досегла највише домете умјетности и била сврстана у сам врх југославенске графике. Занимљиво је истаћи да је графике радила у врло тешким условима, без адекватне графичке пресе, на малим форматима папира, често их отискујући и са обје стране.
Преминула је у Сарајеву 28. откобра 1966. године у Сарајеву. Једна улица у Тузли носи њено име.